# Gwiazdozbiór Andromedy
Andromeda (łac. Andromeda, dop. Andromedae, skrót And) – duży i wyrazisty gwiazdozbiór nieba północnego, 19. co do wielkości, który zdaje się wyrastać z Wielkiego Kwadratu Pegaza. Gwiazdozbiór ten ustanowili starożytni Grecy, w II w.n.e. znalazł się w grupie 48 konstelacji wymienionych przez Ptolemeusza. Razem z takimi gwiazdozbiorami jak Kasjopeja, Cefeusz, Perseusz, Wieloryb, Woźnica, Jaszczurka i Trójkąt tworzy rodzinę konstelacji Perseusza. Są one powiązane mitologicznym pochodzeniem nazw. W Polsce widoczny od lata do zimy. Najlepiej widoczny jesienią. Liczba gwiazd widocznych nieuzbrojonym okiem: około 100.

## Pochodzenie nazwy gwiazdozbioru

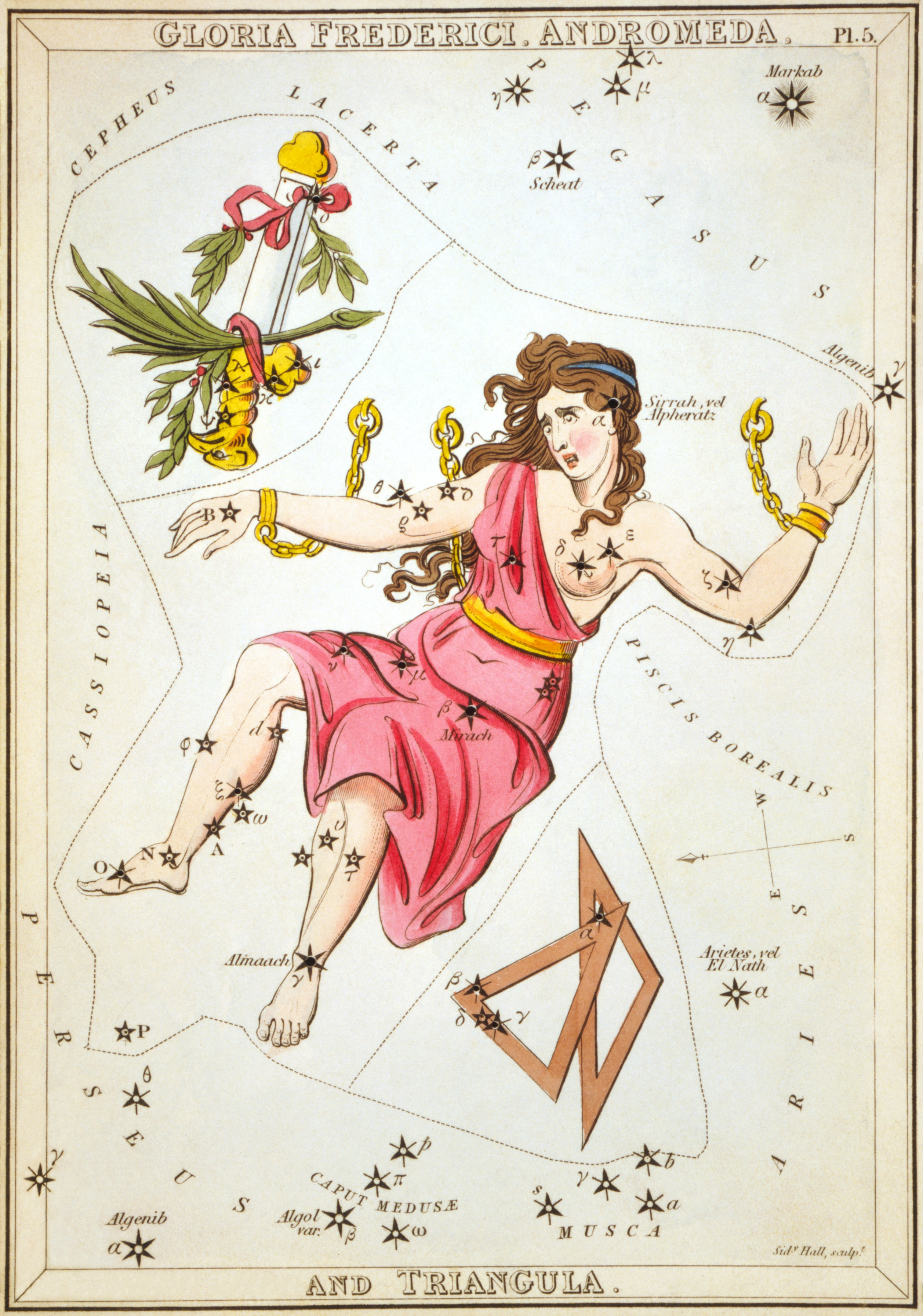
Ilustracja Sidneya Halla

Nazwa konstelacji pochodzi z mitologii greckiej. Andromeda była córką króla Etiopii, Cefeusza (Kefeusa) i Kasjopei. Obie kobiety były niezwykle urodziwe. Próżna Kasjopea zaczęła głosić, że ona i jej córka są piękniejsze niż którakolwiek z morskich nimf – nereid. Nimfy poprosiły Posejdona, aby ten bronił ich honoru. Boski Posejdon w swoim gniewie zesłał na królestwo Cefeusza morskiego potwora. Aby ratować swoje ziemie, król udał się po radę do oazy Siwa na Pustynię Libijską, do wyroczni Ammona. Wyrocznia przepowiedziała, że jedynym ratunkiem dla Etiopii jest złożenie w ofierze potworowi córki Cefeusza. Tak też uczyniono. Księżniczkę oddano w ofierze potworowi morskiemu Ketosowi (identyfikowanemu także jako wieloryb), aby odwieść go od zamiaru zatopienia królestwa. Została przykuta łańcuchami do skał na wybrzeżu i wystawiona na pożarcie. Andromedę od śmierci wybawił Perseusz, powracający z wyprawy po głowę Meduzy, który zabił potwora i w nagrodę za to poślubił Andromedę. Z tego związku narodziło się sześciu synów, wśród nich Peres – przodek Persów, oraz córka Gorgofona – królowa Sparty. Po śmierci Andromedy Atena umieściła ją na nieboskłonie pomiędzy Perseuszem i Kasjopeją. Tylko konstelacja Ryb oddziela Andromedę od gwiazdozbioru potwora morskiego – Wieloryba. W średniowiecznych mapach Andromeda jest przedstawiana z dwiema skałami, do których została przykuta.

## Gwiazdy w Gwiazdozbiorze Andromedy
Konstelację Andromedy bardzo łatwo można znaleźć na jesiennym niebie, gdyż jej gwiazdy leżą praktycznie w jednej linii. Główne gwiazdy Andromedy tworzą wydłużoną literę V, przy czym najjaśniejsze z nich mieszczą się w południowym ramieniu. Wierzchołkiem litery V jest Alfa, która chociaż należy do Andromedy, to służy też jako narożnik Wielkiego Kwadratu Pegaza.
- Najjaśniejszą gwiazdą jest Alpheratz (α And) o jasności 2,07m. Jest to gwiazda podwójna o zmiennej jasności i okresie zmian 0,97 dnia[2]. Nazwa wywodzi się z arabskiego i pochodzi z czasów, kiedy gwiazda ta wchodziła w skład gwiazdozbioru Pegaza, i oznacza „pępek konia”. Gwiazda ta obecnie odpowiada głowie Andromedy, mitycznej postaci. Gwiazda położona jest w odległości 97 lat świetlnych od Słońca[4].
- Beta Andromedae (β And) – Mirach – posiada również identyczną jasność i odpowiada biodru Andromedy. To czerwony olbrzym oddalony o 199 lat świetlnych od Słońca[4].
- γ And, nazywana też Almach (2,10m) – od arabskiej nazwy karakala. Gwiazda ta odpowiada lewej stopie Andromedy. Historia badań tej gwiazdy stanowi przykład postępu, jaki dokonał się w astronomii obserwacyjnej. Gwiazda była badana przez Johanna Tobiasa Mayera(inne języki), który w 1778 roku odkrył jej podwójną naturę. W małym teleskopie gwiazda okazuje się układem składającym się z jaśniejszego, złoto-żółtego obiektu o jasności 2,26m oraz słabszej, niebieskiej gwiazdy o jasności 4,84m. W 1842 roku Wilhelm Struve odkrył podwójną strukturę drugiego składnika. Pierwszy miał jasność 5,5m (γ And B), a drugi – 6,3m (γAnd C). Okres obiegu obu składników został wyznaczony na 64 lata. Późniejsze badania spektroskopowe prowadzone w latach 1957–1959 pozwoliły na wyznaczenie parametrów orbity składnika γ And B. Stwierdzono, że jest to układ spektroskopowy o okresie 2,67 dnia. Badania przeprowadzone przez satelitę Hipparcos potwierdziły te wyniki i pozwoliły oszacować jasność składników. Składnik γ And A ma jasność 2,3m, γ And B – 5,1m, γ And C – 6,3m (razem z gwiazdą B stanowią dawny składnik B), a γ And D – 15m.
- δ And to pomarańczowy olbrzym położony w odległości 101 lat świetlnych od Słońca[4].
- 51 And 3,59m
- 56 And(inne języki) – żółty olbrzym szóstej wielkości gwiazdowej, położony w odległości 320 lat świetlnych, któremu towarzyszy pomarańczowy olbrzym odległy o 990 lat świetlnych. Za pomocą lornetki można łatwo je rozróżnić. Znajdują się w pobliżu gromady NGC 752, ale bliżej Ziemi[4].
- ο And 3,62m
- λ And – gwiazda zmienna typu RS Canum Venaticorum, odznaczająca się aktywnością chromosferyczną podobnego typu jak Słońce. Zmienność jasności oscyluje od 3,65 do 4,05m[2].
- μ And – biała gwiazda znajdująca się w odległości 136 lat świetlnych od Słońca[4].
- ζ And 4,08m
- υ And to żółtobiała gwiazda ciągu głównego położona w odległości około 44 lat świetlnych. Wokół niej krążą planety. Był to pierwszy układ złożony z kilku planet odkryty poza Układem Słonecznym[4].
- Fi Andromedae(inne języki) (φ And) – gwiazda zmienna pulsująca typu Be. Jej zmiana jasności waha się od 4,25 do 4,5m
- Zeta Andromedae – gwiazda zmienna zaćmieniowa typu β Lyrae
- R Andromedae – miryda
- W Andromedae – miryda
- Z Andromedae – gwiazda symbiotyczna
- Pi Andromedae(inne języki) (π And) – gwiazda podwójna. Położona w odległości 660 lat świetlnych niebiesko-biała gwiazda. Przez mały teleskop można dostrzec jej towarzysza dziewiątej wielkości gwiazdowej[4].
- Psi Andromedae(inne języki) (ψ And) – układ wielokrotny. Parametry poszczególnych składników udało się wyznaczyć dzięki obserwacjom przeprowadzonym przez teleskop kosmiczny Hipparcos; ψ And A ma jasność 5,2m, składnik B – 14,6m, składnik C – 13,1m, składnik D – 9,1m, a składnik E – 8,1m. Składniki A i E tworzą układ spektroskopowy.
- Omega Andromedae(inne języki) (ώ And) – dwa układy gwiazd podwójnych (jeden z nich to gwiazda optycznie podwójna)

## Interesujące obiekty
- Najciekawszym obiektem w tym gwiazdozbiorze jest Galaktyka Andromedy, (M31), (NGC 224), która jest najbliższą Drodze Mlecznej większą galaktyką spiralną znajdującą się w odległości 2,5 mln lat świetlnych. Ostatnie pomiary satelity GAIA wskazują, że zawiera około biliona gwiazd i zbliża się do naszej Galaktyki z prędkością 100 km/s, co za około 4,5 mld lat doprowadzi do zapoczątkowania procesu ich zderzenia. Najprawdopodobniej nie będzie to jednak zderzenie czołowe. Jest to najdalszy obiekt dostrzegalny nieuzbrojonym okiem (w sprzyjających warunkach), a już znacznie lepiej widać jej zarys przy pomocy lornetki 7×50.
- W sąsiedztwie tej galaktyki znajdują się jej towarzysze: M32 (NGC 221) i M110 (NGC 205) (obie są karłowatymi galaktykami eliptycznymi). M110 znajduje się w niewielkiej odległości od M31. Od Słońca jest oddalona o około 2,7 mln lat świetlnych. Została odkryta w roku 1773 przez Charles’a Messiera. Należy do Grupy Lokalnej Galaktyk. M32 jest oddalona od Słońca o około 2,9 mln lat świetlnych. Zawiera głównie stare gwiazdy. Większość z nich to białe karły lub gwiazdy neutronowe. Masę całej galaktyki szacuje się na około trzy miliardy mas Słońca[2].
- Kolejną galaktyką, która znajduje się w konstelacji jest NGC 891, galaktyka spiralna widziana z boku. Do obserwacji potrzebny jest 15-centymetrowy teleskop[1].
- W pobliżu gwiazdy Almach bardzo łatwo można dostrzec gromadę otwartą NGC 752, tu musimy posłużyć się lornetką.
- Mgławica planetarna NGC 7662, widoczna przez mały teleskop jako świecąca błękitna plamka. Nazywana jest czasem Mgławicą Niebieskiej Kuli Śnieżnej lub Błękitną Śnieżką, na obrazach z Kosmicznego Teleskopu Hubble’a wygląda jak oko, patrzące na nas z odległości 5600 lat świetlnych[1]. Jest jedną z najłatwiejszych do identyfikacji mgławic planetarnych. Jej struktura uwidacznia się tylko na zdjęciach CCD. Jest jedną z najjaśniejszych i najłatwiejszych do zobaczenia przy pomocy małego teleskopu. W niewielkim powiększeniu wygląda jak niewyraźna niebieskozielona gwiazda dziewiątej wielkości gwiazdowej. Natomiast przy stukrotnym powiększeniu można dostrzec jej nieco eliptyczny kształt[4].
- NGC 752 jest jasną gromadą otwartą. Przypuszcza się, że po raz pierwszy została zaobserwowana przez Giovanniego Hodiernę przed rokiem 1654, wraz z M33. Kolejne obserwacje gromady zostały wykonane przez Caroline Herschel 29 września 1783 roku. Zawiera ponad 60 gwiazd o jasności 8,96m i słabszych. Szacunkowy wiek gwiazd w tej gromadzie wynosi 1,1 miliarda lat, a odległość od Słońca około 1300 lat świetlnych. Można ją dostrzec za pomocą lornetki, ale znacznie lepiej prezentuje się w teleskopie[4][2].
- NGC 7686 – gromada otwarta gwiazd

## Andromedydy
Słynny, prawie wygasły rój meteorów, który w 1872 roku dał niezwykle obfity deszcz spadających gwiazd. Jego ciałem macierzystym była kometa Bieli, która rozpadła się, dając źródło meteorom. Do dziś obserwuje się z rzadka nieliczne zjawiska na przełomie listopada i grudnia.